# 亀井静香
- 亀井 静香
- 亀井 靜香

亀井 静香（亀井 靜香、かめい しずか、1936年〈昭和11年〉11月1日 - ）は、日本の警察官僚、政治家。MJSソーラー株式会社代表取締役会長および株式会社ジェイ・エス・エス代表取締役会長。警察庁退官時の階級は警視正。
衆議院議員を13期務め、運輸大臣（第69代）、建設大臣（第64代）、自由民主党政務調査会長（第43代）、国民新党代表（第2代）、内閣府特命担当大臣（金融担当）を歴任した。

## 概要
東京大学経済学部商業学科卒業後、サラリーマンを経て警察庁に入庁。警察庁長官官房調査官を最後に退官。退官時の階級は警視正。退官後、衆議院議員になり、長らく自由民主党に所属。運輸大臣、建設大臣、自由民主党政務調査会長を歴任。
自民党内の派閥では清和会（福田赳夫→安倍晋太郎→三塚博派）に所属していたが、平沼赳夫や中川昭一らとともに離脱し、亀井グループを旗揚げ。後に亀井グループと政策科学研究所（旧渡辺派）を合併させ、新たに志帥会（村上・亀井派）を結成、会長を務めた。
2001年自由民主党総裁選挙には中曽根康弘元首相や志帥会の全員一致推薦で立候補を表明していたが、総裁候補の一人であった小泉純一郎が総裁選の応援を要請。小泉と政策協定を結び、亀井は本選を辞退した。その後は小泉の応援にまわり、小泉総裁誕生に貢献。しかし、政策協定は小泉によって反故にされている。
以降は郵政民営化を強力に推進する小泉と対立、2005年に自民党を離党し、綿貫民輔元衆議院議長を党首に担ぎ国民新党を結成。自らは代表代行に就任。2009年の第45回衆議院議員総選挙で綿貫が落選して党首を辞任したことに伴い代表に昇格。同年9月に発足した民社国連立政権の鳩山由紀夫内閣では内閣府特命担当大臣（金融担当）に任命される。また、特命事項として郵政改革担当大臣も兼任。在職中は中小企業金融円滑化法の成立に尽力した。2010年6月に発足した菅直人内閣でも留任したが、菅直人首相が郵政改革法案の成立を今国会で成立させるという国民新党と民主党との公約を破棄したため、組閣直後に閣僚を辞任した（後任は同党の自見庄三郎が就任）。
2011年6月、菅直人第2次改造内閣の内閣総理大臣補佐官（内閣の重要政策全般担当）に就任。しかし、菅直人首相の退陣に伴い約2か月で退任。
2012年3月、消費税増税法案の取り扱いを巡り野田内閣と対立し、国民新党代表として民主党との連立政権離脱を表明。しかし、党内の連立維持派がこれを認めず、一方的に代表の解任を主張。これに対し、代表の解任は無効だと主張し、亀井亜紀子と共に国民新党を離党し無所属として活動。
野田首相が2012年11月16日に衆議院を解散したのちの11月19日に、民主党を離党した山田正彦と共に「反TPP・脱原発・消費増税凍結を実現する党（略称：反TPP）」の結成を発表。
同年11月22日に、反TPP・脱原発・消費増税凍結を実現する党が減税日本と合流し減税日本・反TPP・脱原発を実現する党を結成すると、同党の幹事長に就任。
2012年11月28日、嘉田由紀子滋賀県知事が結成した日本未来の党に減税日本・反TPP・脱原発を実現する党が合流して日本未来の党所属となるが、嘉田代表と小沢一郎の党内対立の影響で同年12月27日に離党。翌12月28日にみどりの風に参加。
2013年12月31日に、みどりの風が解散したため無所属となった。
2017年10月5日に、地元である広島県尾道市で「一緒にやっていく相棒が見つかりそうにない」などの理由から、第48回衆議院議員総選挙に立候補しないことを表明した。引退表明後の挨拶まわりでは、これまでの活動について地元の支持者から感謝された。木山耕三庄原市長は「国営備北丘陵公園の誘致にも力を貸してくださり、地元にとって頼りになる方だった」と評価している。山陽新聞は、亀井は2015年3月に全線開通した中国横断自動車道尾道松江線を含む地元に関連したインフラ整備では国とのパイプ役として存在感を発揮したとしている。

## 来歴

### 生い立ち
亀井素一・静枝夫妻の次男として広島県比婆郡山内北村（現：庄原市川北町）に、姉二人兄一人の末っ子として生まれる。
私立修道中学校に入学。修道高校一年生の三学期、通学定期券の購入に必要だった通学証明書の発行が有料となることに反発し、抗議活動としてビラ配りを行う。間もなくして学校側から呼び出され、教師から「ビラ配りをやめないと学校をやめさせるぞ」と脅されたため、亀井は「今すぐやめますよ」と言って高校を自主退学した。
高校を中退後、東京大学法学部に進学していた兄の亀井郁夫を頼り上京。東京都立日比谷高校、九段高校を受験したが不合格となり、都立大泉高校に編入し卒業。高校三年生の時は、成績が常に上位5番以内だった。

### 大学時代
1956年、東京大学に入学。駒場寮で暮らし、昼夜を問わずアルバイトで生活費を稼ぐ日々を送る。家庭教師のアルバイトを1人週2回の割合で3か所こなしたこともあった。一時はアルバイトばかりに熱中して大学の授業にも顔を出さなくなっていたが、このままでは堕落してしまうと一念発起して養神館合気道を習い始める。合気道の道場で田中茂穂に出会い、田中の保守的な思想の影響を大きく受けたという。
経済学部商業学科に進学。マルクス経済学における経済史を専門とする安藤良雄のゼミに所属。マルクス・エンゲルス全集や資本論を読破するもマルクス主義より合気道に傾倒し、学生運動にも参加しなかった。また、この頃、苦しむ民衆の救済に身を挺した大塩平八郎や西郷隆盛の文献を愛読した。
大学内でも合気道に熱中し、これまでサークルだった合気道クラブを、正式に運動部へ昇格させた。さらに学生の合気道仲間を集めて全日本学生合気道連盟を結成し、初代委員長に就任した。
在学中に、友人だった駒場自治会の委員長がアメリカ合衆国の水爆実験反対を訴えるストライキを指導したことが原因で退学処分となった。亀井はこれに憤り学校に抗議するため、駒場寮前にテントを張り、サークルの子分を引き連れてハンガー・ストライキを決行する。支援する学生からパンが投げ込まれたが、それには一切手をつけなかった。決行から1週間してドクターストップがかかったが、亀井のハンストが功を奏し、大学はその友人の退学処分を取り消した。駒場祭で犬の肉を焼肉と称して露店で売り、問題になったという。
1960年、東京大学経済学部商業学科を卒業し、別府化学工業（現：住友精化）に入社。
しかし、報道で安保闘争を見て、デモ隊に対する警察の不甲斐なさに腹を立て、「俺が警察を強くしてやる」と一念発起して警察官になることを決意。会社を退職して、国家公務員採用上級試験（行政）を試しに受けたところ、3番の成績で合格。警察官採用上級試験には5番の成績で合格した。成績優秀のため各官庁からオファーがきたが、亀井の第一志望であった警察庁に入庁。

### 警察庁
1962年、警察庁に入庁。鹿児島県警察徳之島警察署を皮切りに、1966年に鳥取県警察本部警務部長に就任。1969年に埼玉県警察本部刑事部捜査第二課長に就任。
1971年、警察庁警備局で極左事件に関する初代責任者となり、成田空港事件、あさま山荘事件、テルアビブ空港乱射事件などに関わる。成田では、機動隊の総括責任者として着任した直後に東峰十字路事件が発生し、警察官3人の殉職という事態に直面している。
警察庁警備局公安第一課理事官として、全国の公安警察官と協力者運営を統括する警察庁の秘匿部門「サクラ」（現「ゼロ」）の責任者を務めていた。警察庁長官官房調査官を経て1977年に退官。
15年間警察官僚として働いたが、「いくら警察で頑張っても所詮、社会の“ゴミ掃除”だ。社会のゴミを出さないようにするには政治家になるしかない」として、政治家を志す。そして、350万円の退職金を元手に衆議院議員総選挙に立候補する決意を固める。広島県北部の有力代議士で、当時引退したばかりの永山忠則に懇願し、永山の後継指名を得て選挙に挑むことになった。連合赤軍の思想についても「彼らも社会を良くしたいと思って行動したのだ。やり方が間違っていただけ」と理解を示している。

### 自由民主党
1979年10月、永山忠則の後継として第35回衆議院議員総選挙に自由民主党公認で旧広島3区から立候補し初当選。以後、引退まで連続当選。党内派閥では清和会（福田派）と自由革新同友会（中川グループ）に掛け持ちで所属した（中川グループは後に福田派と合流）。
1982年10月、自民党総裁選挙に立候補した中川一郎の推薦人となる（中川は最下位で敗北）。
1985年12月、第2次中曽根第2次改造内閣の運輸政務次官に就任。
1986年7月、中曽根康弘首相の靖国神社参拝中止や第二次歴史教科書問題などに反発し、村上正邦や古賀誠らと共に保守系の政策集団である「国家基本問題同志会」を結成して座長に就任。「大韓民国との間に戦争が起こらない保証はない。」「日韓は断交すべき。」等の過激な発言で物議を醸す場面もあった。
1989年4月、自民党の中堅・若手国会議員を集めて派閥横断グループ「自由革新連盟」を結成し、白川勝彦と共同代表に就任。
1989年6月、自民党総裁選挙で山下元利を擁立しようとしたため、清和会から除名。
1989年8月、自民党総裁選挙に石原慎太郎を擁立（石原の推薦人となった）するが、海部俊樹に大差で敗北。
1990年3月、衆議院農林水産委員長に就任。
1990年10月、石原慎太郎と共に清和会に復帰。
1994年2月、細川連立政権と創価学会の関係を政教一致であると批判するために自民党内の勉強会「憲法20条を考える会」を結成し、同会会長に就任。創価学会や新進党（公明党系）を批判するグループである「四月会」にも参加した。
国会の衆議院予算委員会などで反創価学会キャンペーンとして『公明党と創価学会は政教一致である』という新進党（公明党系）や創価学会に対する批判を繰り返して対立した。
1994年6月、日本社会党の野坂浩賢国会対策委員長との折衝で自社さ連立政権構築に尽力し、村山内閣の運輸大臣、新東京国際空港担当大臣に就任。在任中は下記の成田問題の他に客室乗務員の契約社員化に反発し、日航や経団連と対立した。
1994年10月、第12回成田空港問題円卓会議で運輸大臣および新東京国際空港担当大臣として東峰十字路事件の元被告と握手を交わし、成田空港問題に一つの終止符を打つ。

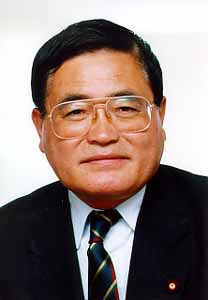
1996年

1996年10月、第41回衆議院議員総選挙（初めての小選挙区選挙）に広島6区から立候補。自民党組織広報本部長として選挙に臨み、新進党新人候補の佐藤公治を破り当選。この選挙戦直前に、翌年行われる予定だった消費税率の5%への引き上げについて「凍結または延期すべき。」と主張し他の党幹部と対立した（引き上げは予定通り実施された）。
1996年11月、第2次橋本内閣の建設大臣に就任。この頃、梶山静六内閣官房長官と連携して閣内から保保連合構想を唱える。
1998年9月、森喜朗との派閥内対立により平沼赳夫などの同志21人を引き連れて清和会を離脱し、亀井グループを旗揚げ。また、中山太郎らと「日本再生会議」（中山・亀井グループ）を結成し、同グループ代表幹事に就任。
1999年3月、亀井グループと政策科学研究所（旧渡辺派）が合流し、「志帥会」（村上・亀井派）結成。同派会長代行に就任。
1999年10月、自民党政務調査会長に就任。公共事業の見直しを表明し連日深夜におよぶ議論の末、2兆7000億円分を削減した。
2001年4月、自民党総裁選挙に立候補するが、小泉純一郎と政策協定を結び本選挙立候補を辞退、小泉の支援に回った。しかし、小泉が首相になった後、政策協定は全て小泉に一方的に破棄された。亀井は「一生の不覚だった。」とも述べている。
2001年11月、死刑廃止を推進する議員連盟会長に就任。
2003年9月、自民党総裁選挙に立候補し、小泉純一郎に次ぐ2位の139票を獲得。
2003年10月、志帥会（亀井派）会長に就任し、自民党国会議員約60人を擁する派閥の領袖となった。

### 国民新党

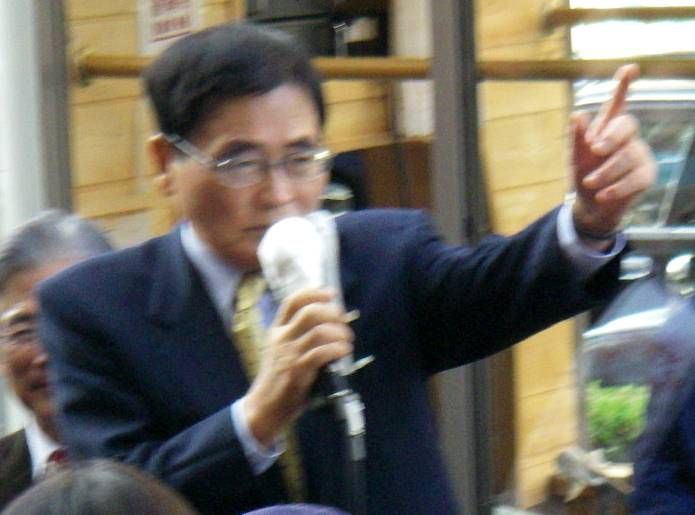
2007年11月17日、街頭演説にて

2005年8月、小泉内閣が推進する郵政民営化に反対し、自民党に離党届を提出（受理されず除名処分）。後援会からは「気が狂ったのか」と散々言われたが、小泉政権のおかしな流れをここで止めなければと思ったため、離党届を出した。志帥会会長を辞任。国民新党結党に参画する。
2005年9月、第44回衆議院議員総選挙において、無所属で立候補した堀江貴文（ただし、堀江については、実質的には自民党執行部がバックアップしており、その立候補の記者会見場も自民党本部で行われた）を26,546票差で退けて当選。当選に絶対的に自信があったため、堀江に関しては質問された際「元気な若者でいいんじゃない」と言うぐらいで批判はしなかったが、「あれでは政治家として到底通用しません。本当に国民の生活を考えている政治家からは土の匂いがするものです。ホリエモンからは都会慣れした金の匂いしかしません」と述べている。選挙後、国民新党の代表代行に就任。
2009年8月30日の第45回衆議院議員総選挙には、引き続き広島6区から国民新党公認と民主党の推薦を受けて立候補し、自民党の公認候補に67,479票の大差をつけて11期目の当選を果たした。この選挙では国民新党代表の綿貫民輔と幹事長の亀井久興（静香は久興と同じ宇多源氏佐々木氏流とされる亀井氏の家系に属するため、久興は静香とはかなり遠い血縁関係である）がともに落選する事態となったため、選挙翌日に綿貫から代表を引き継いだ。

#### 金融・郵政改革担当大臣

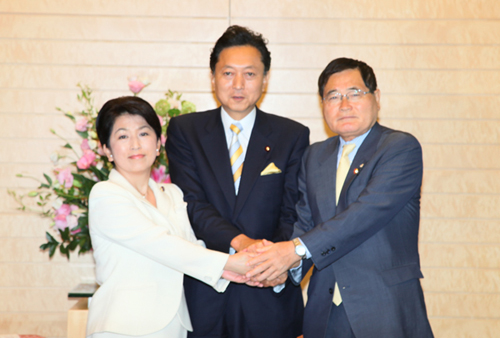
2009年9月16日、鳩山由紀夫内閣発足時に内閣総理大臣官邸にて福島瑞穂社会民主党党首（左）、鳩山由紀夫内閣総理大臣（民主党代表）（中央）と

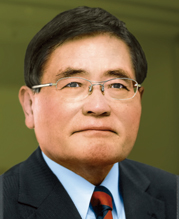
金融・郵政改革担当大臣時に内閣広報室より公表された肖像

2009年9月16日、民社国連立による鳩山由紀夫内閣の発足に伴い、内閣府特命担当大臣（金融担当）に就任した。内閣府特命担当大臣の担当事務以外に、「郵政事業の抜本的な見直し及び改革を推進するため企画立案及び行政各部の所管する事務の調整」の特命事項を担当する（郵政改革担当大臣）。
金融担当相として行った政策
- 中小企業金融円滑化法 - 2009年10月に提出し、同年11月可決成立させ、年末に間にあうように12月4日から施行させた[要出典]。
- 「貸し渋り・貸し剥がし」対策[要出典]
- 中小企業などに対する金融円滑化対策の総合的パッケージ[要出典]

その結果、2010年4月の自殺者数は警察庁発表で前年同月比18.7%の大幅減少になった。また、東京商工リサーチによると、2010年2月の企業倒産は前年同月比17.3%の激減。負債総額も64.3%減となった。しかし、この背景には2008年に起こった世界金融危機による不況からの景気回復があることも考慮する必要がある。
これらの制度をつくった動機には、小泉政権下で国内の自殺者数と倒産数が史上最多となり、亀井の知人の中小企業経営者3人が自殺したことがある。亀井は彼らから相談を受け金融機関に掛け合ったが、貸し出しも返済猶予も断られ、社長は亀井あてに悲痛な遺書を残して逝き、副社長も後を追って自殺。亀井は葬儀に行き、遺族と一緒に抱き合って泣いたが、3日後に新しい副社長が自殺した。社長になれば、今後は自分が債務を負わなければならないからだった。亀井は真っ当な経営者や従業員が無駄な死を選ばなくて済むよう、制度改革を進めた。
大臣就任早々、金融庁の検査官を集めて「これまで君たちは金融機関のための検査をやってきたが、これからは銀行が借り手企業のコンサルタントとして社会的役割を果たしているかをチェックするんだ」と訓示した。
小泉政権で労働者派遣法が変更され、派遣社員が簡単に合法的に首切り解雇できるようになっていたため、不況により首切りにあった人が激増し、住宅ローンの支払もできず、自殺者数が史上最多となった。また小泉政権で建築基準の審査を民営化したことにより耐震偽装事件などが発生、住居を失い会社も辞めさせられ、しかし住宅ローンだけが残り生活ができなくなった人を見て、個人にも金融機関に住宅ローンの支払期限を延長しなくてはならないというものだった。マスコミは、この「中小企業金融円滑化法」をモラトリアム法、亀井法などと呼んだ。
衆議院の財政金融委員会で小泉の息子進次郎が亀井の考えが「時代に逆行している」と発言したため、「お父さんがおやりになったところに返っても何もいいことはない」と言い返した。

#### 外国人参政権
2010年4月17日、永住外国人への地方選挙権付与（外国人参政権）に反対する集会に出席し、「参政権付与が日本を滅ぼす。国民新党が拒否権発動しているから今国会で成立しない」と述べた。

#### 選択的夫婦別姓制度
- 選択的夫婦別姓制度の導入に反対[23][24][25][26]。
  - 亀井は反対理由について、「去年から殺人事件の半分は親子兄弟夫婦（間）の殺しになった。助け合って信じあって生きていく家庭は崩壊しつつある。そういう時に夫婦の名前を別々にするのがあるべき姿なのか」と述べている[27]。

#### 郵政改革法案
2010年6月11日未明、第174回国会での郵政改革法案成立が見送られたことを受け、「公党間の約束が履行されなかった」として民主党の菅直人内閣に激怒し、民主党との連立も解消をすると主張した。しかし、亀井久興に与党にとどまってほしいと懇願され、党内の4時間におよぶ会合後、与党にはとどまることとなる。しかし、亀井静香は閣僚を辞任、後任は同党の元郵政大臣の自見庄三郎となった。議員引退後に「郵政改革の道は頓挫しました。民営化から十年が経ちましたが郵政事業は縮小し買収戦略は失敗続きでいろいろと問題が出てきていると感じます。ただ、私はすでに政界を引退した身。郵政のゆく末については後の世代に託すしかないね。」と述べている。

#### 内閣総理大臣補佐官

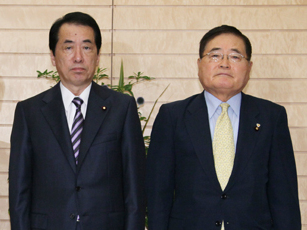
内閣総理大臣補佐官就任時に総理大臣菅直人と

2011年6月27日、菅直人第2次改造内閣の内閣総理大臣補佐官（内閣の重要政策全般担当）に就任。当初、菅直人首相は副総理としての入閣を打診したが固辞し、最終的には首相補佐官としての就任を了承した。同年9月5日、野田内閣の発足に伴い首相補佐官を退任。

#### 国民新党分裂・離党へ
2012年3月に野田改造内閣が社会保障の安定財源の確保等を図る税制の抜本的な改革を行うための消費税法の一部を改正する等の法律を閣議決定したことを巡り、連立協定違反を理由に連立政権離脱を表明。しかし、党内の多数が連立維持を主張し、国民新党副代表である自見庄三郎が閣僚（金融・郵政改革担当相）として同法案に署名したため、国民新党は分裂。同年4月5日に党内の連立維持派は亀井の国民新党代表の解任を決定したが、亀井は代表解任は無効と主張している。その後、亀井は翌4月6日に記者会見し、「解任は有効だとは思っていないが、私はこのまま国民新党にいるべきではない。今から、日本が立ち直って行くために、一兵卒として全力を挙げてがんばっていきたい。国民新党代表のまま離党いたします。以後はもちろん代表ではありません。」と述べ、亀井亜紀子と共に国民新党を離党した。

### 新党構想と所属政党の変化
国民新党離党後、旧知の石原慎太郎東京都知事と共に新党結成を図り水面下で活動し、石原と小沢一郎を連携させることを画策する。しかし、石原は小沢に対して強い嫌悪感を抱いており、この計画は頓挫する。2012年10月、石原が日本維新の会代表の橋下徹大阪市長と連携して第三極運動を展開すると表明する。この際、今度は石原から亀井に対して新党参加への要請があったが、亀井は政策理念が異なる橋下との連携を図ろうとする石原を批判し、新党参加を拒否した。その後、石原は2012年10月25日に東京都知事を辞任し、同年11月12日にたちあがれ日本を母体とした新党「太陽の党」を結成した。一方亀井は民間人の有志らと協力して新党を結成する計画があると同年11月3日、テレビ東京の番組で表明した。
2012年11月19日、環太平洋経済連携協定（TPP）の交渉への参加反対を基軸政策にした「反TPP・脱原発・消費増税凍結を実現する党」を、TPPに反対し民主党を離党した山田正彦と共に結成した。
同年11月22日、反TPP・脱原発・消費増税凍結を実現する党は減税日本と合併して減税日本・反TPP・脱原発を実現する党となり、同党幹事長に就任。その後、国民の生活が第一などとの合流を前提とした新党を模索し、同年11月28日に嘉田由紀子滋賀県知事が結成した日本未来の党に減税日本・反TPP・脱原発を実現する党と国民の生活が第一が合流する形で新党が実現する。しかし、日本未来の党は結成後一ヶ月も経たない間に嘉田由紀子代表と小沢一郎の対立が表面化し、分裂状態となる。これを受け、同年12月27日に離党。翌12月28日に亀井亜紀子の仲介で平山誠と共にみどりの風に合流した。これにより、みどりの風は所属議員が4名から6名となり、政党要件を満たし、国政政党に復帰した。
しかし2013年7月21日に行われた第23回参議院議員通常選挙では亀井亜紀子と平山誠を含む4人が落選し、所属する国会議員は亀井と阿部知子の二人だけとなり、みどりの風は再び政党要件を喪失した。みどりの風は同年12月31日に解散し、亀井は再び無所属となった。

### 無所属・政界引退へ

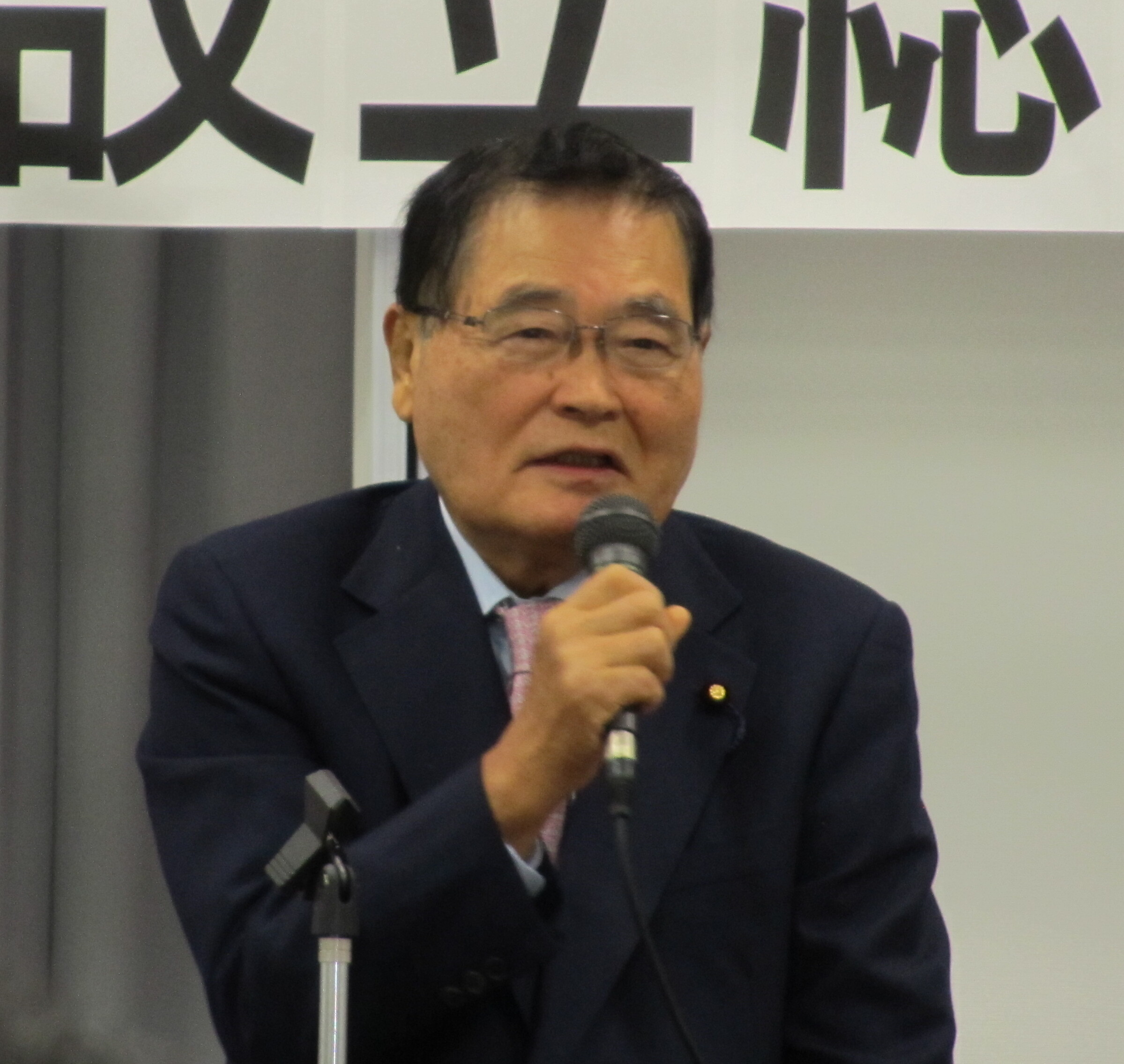
2015年

2015年3月27日、自民党や公明党、民主党や維新の党などの与野党国会議員約40名と、超党派グループ「地域活性化協議会」を結成し、同会代表に就任。安倍政権に対する地方再生への政策提言を目的としており、「日本は待ったなしだ。善政を敷いてもらわなければならない。」と、同会の活動で安倍晋三首相を支援する考えを表明した。
2017年10月22日に行われる第48回衆議院議員総選挙には立候補せず、今期限りを以て政界を引退することを表明した。
同年11月28日に都内のホテルで開かれた引退パーティには森喜朗、綿貫民輔、石原慎太郎、北島三郎ら約800人が出席した。
2019年5月21日発令の春の叙勲で、旭日大綬章を受章。
2020年の都知事選ではれいわ新選組の山本太郎を応援する動画を公開した。

## 人物像
趣味はゴルフと油絵。油絵は2001年と2005年に個展を開いている。尊敬する人物はチェ・ゲバラと大塩平八郎。

### 交友関係
相撲に造詣があり、先代武蔵川こと元横綱・三重ノ海を懇意にしているという。東京中日スポーツ2006年6月29日号の「朝青龍よ だらしない日本の男をぶちのめせ!!」という見出しの記事では旧武蔵川部屋の様子について「部屋が以前に比べ低迷しているのは、竹刀を振り回さないからだ。厳しく鍛えるなら、グシャグシャに折れるくらいでないとね」と部屋全盛期のスパルタぶりを証言した。それと共に朝青龍を絶賛しており「だらしない今の日本の男の子を土俵上でぶちのめしてほしい。おとなしく品よくやるのが横綱の条件ではない」 という内容の賛辞を朝青龍の結婚式に送ったこともある。当時の日本人力士の低迷についても「美しい心と肉体を失ったから。今の日本人は人間じゃない。小泉総理を筆頭に、強者が弱い者をいじめ、快感に浸っている。それでいいという世の中になっている」と小泉政権の批判に絡めた分析を行った。
中川派以来の親友といわれる石原慎太郎と高速道路を走行中の車内で言い争いとなり、怒った亀井が車から石原を引きずり出し、路上に置いてけぼりにしたことがあるという。亀井は「あいつ（石原）はわがまま過ぎる」と話していると言うが、石原は「オレのような上品な人間には、亀井みたいな下品な人間がいた方が丁度いいんだ」と話している。石原が東京都知事を辞任して太陽の党を立ち上げた際、亀井は週刊誌で度々痛烈な石原批判をしており、また石原も同時期にテレビ番組で「精神思考弱者。何を言ってるかわからない」等と亀井を痛烈に批判するなど、一時は両者の決別を彷彿させる言動が相次いでいた。しかし、2013年6月30日に亀井の提案で開催された円卓会議に石原が飛び入りで参加しており、また、Willで共に連載を持つなど、その後は和解し、2022年に石原が死去した際には弔問に駆けつけている。
大蔵事務次官だった篠沢恭助とは東大時代の同級生でツーカーの仲で有名とされていた。

### 旧統一教会との関係
金融・郵政改革担当大臣だった2009年10月当時、旧統一教会系メディアの『世界日報』の取材に応じ、世界日報社長らの質問に答えた。日本の経済について「10年デフレ」の平成恐慌に突入しているとの認識を示し、臨時国会に中小零細企業を対象にした返済猶予法案を提出する意向を明らかにした。

### 小泉政権について
「郵政民営化を含め当時の国民は小泉政権が掲げた『改革』の熱に浮かされていました。しかし彼が作ろうとしていたのは市場原理主義のアメリカ型社会。弱い者を無慈悲に蹴落とす、弱肉強食の世の中。私はその改革路線が我慢できなかった」としている。

### エピソード
- 埼玉県警察本部刑事部捜査第二課長時代、浦和市の居酒屋で飲んでいた亀井は、近くの客がヤクザ風の男3人に絡まれているのを目にして、3人をたたきのめしたが、店内は騒然となり、パトカーが出動する騒ぎとなった。この一件で警察庁内では亀井を退官させるべしとの強硬論が強まったが、佐々淳行が庇ったため亀井は退官せずに済んだ[47]。
- 本人が語ったところによると、警察庁時代に現職自衛官によるクーデター計画を事前に察知した。防衛庁に連絡し即座に首謀者を配置転換させたことで、未然に阻止したのだという[48]。
- 週刊現代の連載の中で官僚時代、記者をトルコ風呂に接待したことに触れている。
- 政策的には保守派に分類されるが、日韓併合に関しては植民地収奪論の立場を取り、石原慎太郎との対談の中でも皇国史観的な植民地正当化論を取る石原との立場の違いを鮮明にしている[49]。
- 憲法改正については、憲法の制定過程は「アメリカが日本を支配するために押し付けた占領憲法」としつつも今の日本人に新たな憲法を作るのは難しいとして解釈改憲を継続すべきだと主張している[49]。なお、亀井は自衛隊のイラク派遣に反対するなど自衛隊の海外での武力貢献については元来否定的な立場であった。
- 河井夫妻選挙違反事件で、亀井の元秘書が河井克行から300万円を受け取っていたことが明らかとなった[50]。2019年5月末に100万円を、7月3日に200万円を受け取ったとされる[51]。元秘書は亀井に現金を受け取ったことを伝えると「ばかもの」と叱られたと説明し、裁判で「（亀井にも）ご迷惑をおかけして申し訳ない」と述べた[52]。
- 国鉄分割民営化に際して中曽根内閣の運輸政務次官として民営化の中心を担った人物でもある。しかし、2024年6月15日の朝日新聞のインタビューで「国家の視点で鉄道を考えることは絶対必要だ。でも今になって思うのは、JR各社の格差を抑える見直し規定を入れておけばよかった。しまったなと」「JR東海やJR西日本は新幹線があって、黙っていてももうかる。一方でJR東日本は東北もあって、非常に苦労している。東海と西日本の利益をほかの各社に回すような規定や制度を民営化の際に作っておけばよかった。俺がばかだったんじゃ」という発言を行っている[53]。

## 政治資金
- 2011年に新興宗教のワールドメイトから、亀井が代表を務める「国民新党友の会」に3000万円、亀井静香後援会に200万円（ワールドメイト関連企業を含む）の献金があった[54]。
- 2013年の医療法人徳洲会から亀井へ2000万円の献金があったことが報じられている[55]。

## 政策

### 経済政策
2009年に国民新党党首として金融担当大臣に就任した。同年、閣僚の彼が提唱し、民社国連立政権として発表したいわゆるモラトリアム法案によって金融株の売りが進み、大幅に下落したことについて9月27日のサンデープロジェクトで「私が言ったから株が下がるほど脆弱な銀行は、銀行業を営んでいる資格がない」と述べた。また「（返済猶予で）信用を失うほど投資家や国民から信頼されていないのなら、まず金融機関が自ら反省しないといけない」と主張した。
亀井はかねてから大企業の談合は「悪い談合」、中小企業同士の談合は「良い談合」という持論を持ち、2009年10月21日に本来金融庁の管轄外である公正取引委員会の竹島一彦委員長等を呼び出して「良い談合」を容認するよう要求した。その際、竹島委員長は「良い談合論には『そのお金が誰の物か』と言う発想が欠けている。それ（＝『良い談合』でも損をする人）は国民であり、消費者なのだ」と反論した。

### 取調べの全面可視化に反対
犯罪の容疑者に対する取り調べの全過程を録音・録画することには反対している。なお、2010年1月、記者会見で「公判に出す調書作成の過程を全面、可視化することはいいと思う」とし、限定的な可視化について容認した。

### 大型公共事業
東京国際空港の再拡張事業である4本目のD滑走路建設事業については、東京都知事の石原慎太郎と計り、当時の運輸省を半ば脅して、僅か15分の交渉で調査費をつけさせ着手に持ちこんだという。

### マスメディア
2009年9月に金融大臣就任後、記者クラブのオープン化を行おうとしたが加盟社に反発されたため、「第二の記者クラブ」としてフリーランス記者にオープンし、記者クラブ加盟社と別々に記者会見を行った。
2010年1月に発生した小沢一郎資金管理団体政治資金規正法違反事件に関して、BS11の番組内で「今の国民は相当数が大脳皮質で冷静に判断する能力を持ってない。新聞が小沢を叩くと小沢が弁明しても誰も聞く耳を持たない」と主張した。

### カジノ
石原慎太郎らと同様に、日本にカジノを導入する方針を打ち出している。既に沖縄県で進んでいるカジノ特区構想を支持し、観光、県民所得の増加を目指している。なお、実現には至っていない。

### 外国人参政権・人権救済侵害法案に反対
2010年通常国会において、民主党が提出を表明していた外国人参政権・人権救済侵害法案に、亀井が反対を表明し閣議決定を拒否したため民主党は同法案を上程出来なかった。
自民党が提案した国籍法改正案は、偽装認知が起きるとしてDNA鑑定を明記するよう要求。しかし、国民新党以外の党が賛成したため可決成立となった。

### 選択的夫婦別姓制度
- 2001年の時点では子の姓婚姻時の選択的夫婦別姓制度に賛成[24]。
- ただし、子の姓出生時の選択的夫婦別姓制度導入に反対しており、2009年の民主党の同法案について強硬に反対した[25][64]。
- 2021年の時点では選択的夫婦別姓そのものに反対している

### 脱原発
2011年（平成23年）の福島第一原子力発電所事故後は、保守の立場から脱原発を主張している。2012年（平成24年）7月7日の報道では、石原慎太郎東京都知事をトップに、「反原発、反消費増税、反オスプレイ配備を掲げる第三極」の新党を作ると明言。さらに2012年（平成24年）7月29日には国会議事堂を取り囲む反原発集会に参加し、原発再稼働を批判するスピーチを行っている。ただし、完全な脱原発を主張しているのではなく、地下式原子力発電所政策推進議員連盟の顧問を務めており、放射能を地中に封じ込む地下原発に関しては容認。2015年にマミヤ・オーピー社長の鈴木聡と共に太陽光発電会社MJSソーラーを設立し、現在は代表取締役会長を務めている。

### 大連立構想
亀井は2019年10月、同年夏頃に安倍晋三政権と国民民主党との間で大連立構想が持ち上がっていたと明らかにした。「安倍首相もOKした。（国民の）玉木雄一郎代表も結構だと」と述べた。

## 家系
亀井素一、静恵の次男として生まれる。姉二人、兄一人
- 姉は俳人で俳誌「茜」を主宰していた出井知恵子（いずい ちえこ、1929年9月2日 - 1986年10月18日）[70]。
- 兄は元参議院議員、元国民新党副代表の亀井郁夫（1933年11月1日 - 2019年5月15日）。

妻との間に3子。また、離婚した前妻との間に2子がいる。

## 選挙歴
| 当落 | 選挙                   | 執行日         | 年齢 | 選挙区    | 政党         | 得票数     | 得票率 | 定数 | 得票順位 /候補者数 | 政党内比例順位 /政党当選者数 |
| ---- | ---------------------- | -------------- | ---- | --------- | ------------ | ---------- | ------ | ---- | ------------------ | ---------------------------- |
| 当   | 第35回衆議院議員総選挙 | 1979年10月07日 | 42   | 旧広島3区 | 自由民主党   | 5万9350票  | 11.62% | 5    | 5/9                | /                            |
| 当   | 第36回衆議院議員総選挙 | 1980年06月22日 | 43   | 旧広島3区 | 自由民主党   | 8万6562票  | 17.02% | 5    | 2/7                | /                            |
| 当   | 第37回衆議院議員総選挙 | 1983年12月18日 | 47   | 旧広島3区 | 自由民主党   | 7万3862票  | 14.73% | 5    | 5/9                | /                            |
| 当   | 第38回衆議院議員総選挙 | 1986年07月06日 | 49   | 旧広島3区 | 自由民主党   | 11万6514票 | 22.52% | 5    | 1/7                | /                            |
| 当   | 第39回衆議院議員総選挙 | 1990年02月18日 | 53   | 旧広島3区 | 自由民主党   | 9万7433票  | 18.59% | 5    | 1/7                | /                            |
| 当   | 第40回衆議院議員総選挙 | 1993年07月18日 | 56   | 旧広島3区 | 自由民主党   | 9万1064票  | 18.35% | 5    | 2/8                | /                            |
| 当   | 第41回衆議院議員総選挙 | 1996年10月20日 | 59   | 広島6区   | 自由民主党   | 12万2071票 | 48.84% | 1    | 1/4                | /                            |
| 当   | 第42回衆議院議員総選挙 | 2000年06月25日 | 63   | 広島6区   | 自由民主党   | 13万8790票 | 57.92% | 1    | 1/3                | /                            |
| 当   | 第43回衆議院議員総選挙 | 2003年11月09日 | 67   | 広島6区   | 自由民主党   | 11万7659票 | 51.34% | 1    | 1/3                | /                            |
| 当   | 第44回衆議院議員総選挙 | 2005年09月11日 | 68   | 広島6区   | 国民新党     | 11万979票  | 41.53% | 1    | 1/4                | /                            |
| 当   | 第45回衆議院議員総選挙 | 2009年08月30日 | 72   | 広島6区   | 国民新党     | 13万7287票 | 60.17% | 1    | 1/4                | /                            |
| 当   | 第46回衆議院議員総選挙 | 2012年12月16日 | 76   | 広島6区   | 日本未来の党 | 9万1078票  | 49.00% | 1    | 1/3                | /                            |
| 当   | 第47回衆議院議員総選挙 | 2014年12月14日 | 78   | 広島6区   | 無所属       | 8万9756票  | 52.16% | 1    | 1/3                | /                            |

## 所属している団体・議員連盟
- 日本会議国会議員懇談会[73]
- 神道政治連盟国会議員懇談会[73]
- みんなで靖国神社に参拝する国会議員の会[73]
- 死刑廃止を推進する議員連盟（会長）
- 地下式原子力発電所政策推進議員連盟（顧問）
- 天皇陛下御即位二十年奉祝国会議員連盟（副会長）
- 日朝国交正常化推進議員連盟（顧問）
- 国際観光産業振興議員連盟
- 憲法20条を考える会（会長）
- 国家基本問題同志会（座長）
- 中国の抗日記念館から不当な写真の撤去を求める国会議員の会（顧問）

## 役職
- 一般財団法人東京芸術財団理事[74]

## 著書
- 『死刑廃止論』（花伝社 2002年）ISBN 4763403893
- 『繁栄のシナリオ』（中経出版 2003年）ISBN 480611765X。教育学者・濤川栄太との対談
- 『ニッポン劇的大改造』（扶桑社 2003年）ISBN 4594040039
- 『月刊 亀井静香』（アスコム 2003年）
- 『晋三よ! 国滅ぼしたもうことなかれ 〜傘張り浪人決起する〜』（メディア・パル 2014年）
- 『亀井静香、天下御免！』（河出書房新社 2017年）、岸川真との共著
- 『永田町動物園 日本をダメにした101人』（講談社 2021年）ISBN 4065260698
- 『「YES」と言わせる日本』（小学館新書 2017年）、以下は石原慎太郎との対談
- 『日本よ、憚ることなく』（ワック 2019年）
- 『石原慎太郎 日本よ！』（ワック 2022年）